# Idjevan
Idjevan (en armeni: Իջևան [id͡ʒɛˈvɑn]) és una ciutat i comunitat municipal urbana que forma part del municipi d'Idjevan, a la província de Tavuix, Armènia, del qual n’és el centre administratiu. Està situada al centre de la regió, al peu de la serra d'Idjevan —que forma part de les muntanyes Gugark— i a la vora del riu Agstev. Idjevan acull la seu del bisbat de Tavuix de l’Església Apostòlica Armènia.
La ciutat es troba a una distància de 137 km al nord-est de Yerevan i és travessada per l’autopista Yerevan-Tbilissi. Segons el cens de l’any 2011, la ciutat tenia una població de 21.081 habitants, fet que la convertia en la més poblada de la província. D’acord amb el cens de 2022, la població era de 18.689 habitants.

## Etimologia
El nom actual de la ciutat, Idjevan, així com el seu antic nom, Karavansara (utilitzat fins al 1919), signifiquen ambdós "hostal" o "caravanserrall", en armeni i persa respectivament. L'àrea que ocupa l'Idjevan actual solia comptar amb nombrosos hostals de camí —coneguts com a caravanserralls— que donaven servei als viatgers entre la Síria històrica i el nord del Caucas. El topònim Idjevan esdevingué oficial l’any 1961, quan l’assentament adquirí l’estatus de ciutat.

## Història
La presència de cambres de tombes al centre de l’actual ciutat d'Idjevan, així com un cementiri datat de la fi de l’edat del bronze a la riba esquerra del riu Agstev, testifiquen l’ocupació antiga del lloc.
Històricament, l’àrea de l’actual Idjevan formava part de les antigues regions d’Uti i Gugarq, que corresponien respectivament a la dotzena i tretzena província de la Gran Armènia. Separades pel riu Agstev, la meitat oriental de l'actual Idjevan pertanyia a la regió històrica d’Uti, concretament al cantó de Tuchkatak, mentre que la meitat occidental s’integrava dins del cantó de Dzorapor, a Gugarq.

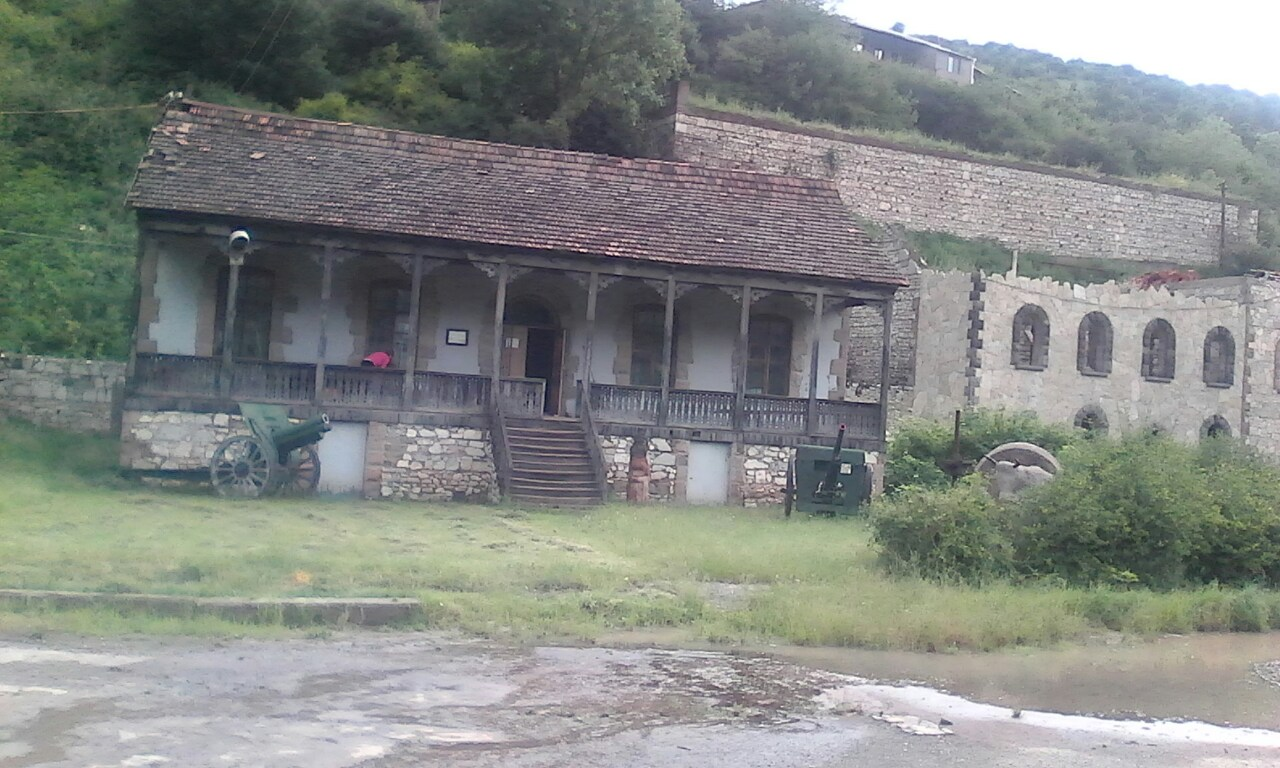
Museu d'història d'Idjevan

Degut a la seva situació estratègica en una important ruta comercial entre el Llevant i el Caucas Septentrional, la regió que ocupa l’Idjevan actual fou, durant l’edat mitjana, un lloc de pas freqüent amb nombrosos hostals i caravanserralls. Aquests allotjaments donaven servei als mercaders i a les seves caravanes, principalment en el trajecte entre Tbilissi i Dvin. A l'actualitat encara es conserven les restes d’un caravanserrall medieval a la vora del riu Agstev, en un indret conegut com Hamam-Jala.
Sota el domini persa, que s’havia establert sobre els territoris orientals de l’Armènia històrica a partir dels anys 1501–1502, durant la dècada de 1780 es fundà el llogaret de Karavansara. Els territoris que avui corresponen a Lori i Tavuix, juntament amb la veïna Geòrgia, passaren a formar part de l’Imperi Rus entre els anys 1800 i 1801. Aquestes terres foren reconegudes oficialment com a territori rus mitjançant el Tractat de Gulistan, signat entre l’Imperi Rus i la Pèrsia Qajar a l’octubre de 1813, arran de la guerra rusopersa de 1804–1813.
L’any 1840 es creà l’uezd (comtat) d’Elizavetpol, i gran part dels territoris de Tavuix foren integrats dins d’aquesta nova divisió administrativa de l’Imperi Rus. Posteriorment, el 1868, es fundà la governació d’Elizavetpol i Tavush passà a formar part del nou uezd de Kazakh. Durant el domini rus, prop de 6.000 famílies armènies de Karabakh foren autoritzades a traslladar-se a la vall del riu Agstev, i es van establir a la regió de Tavuix, incloent-hi el territori del llogaret de Karavansara. Durant les dècades de 1860 i 1870 , el poble experimentà un notable revifament, gràcies a l’obertura d’una nova carretera entre Kazakh (Qazax) i Erivan (Yerevan), que passava per Karavansara.

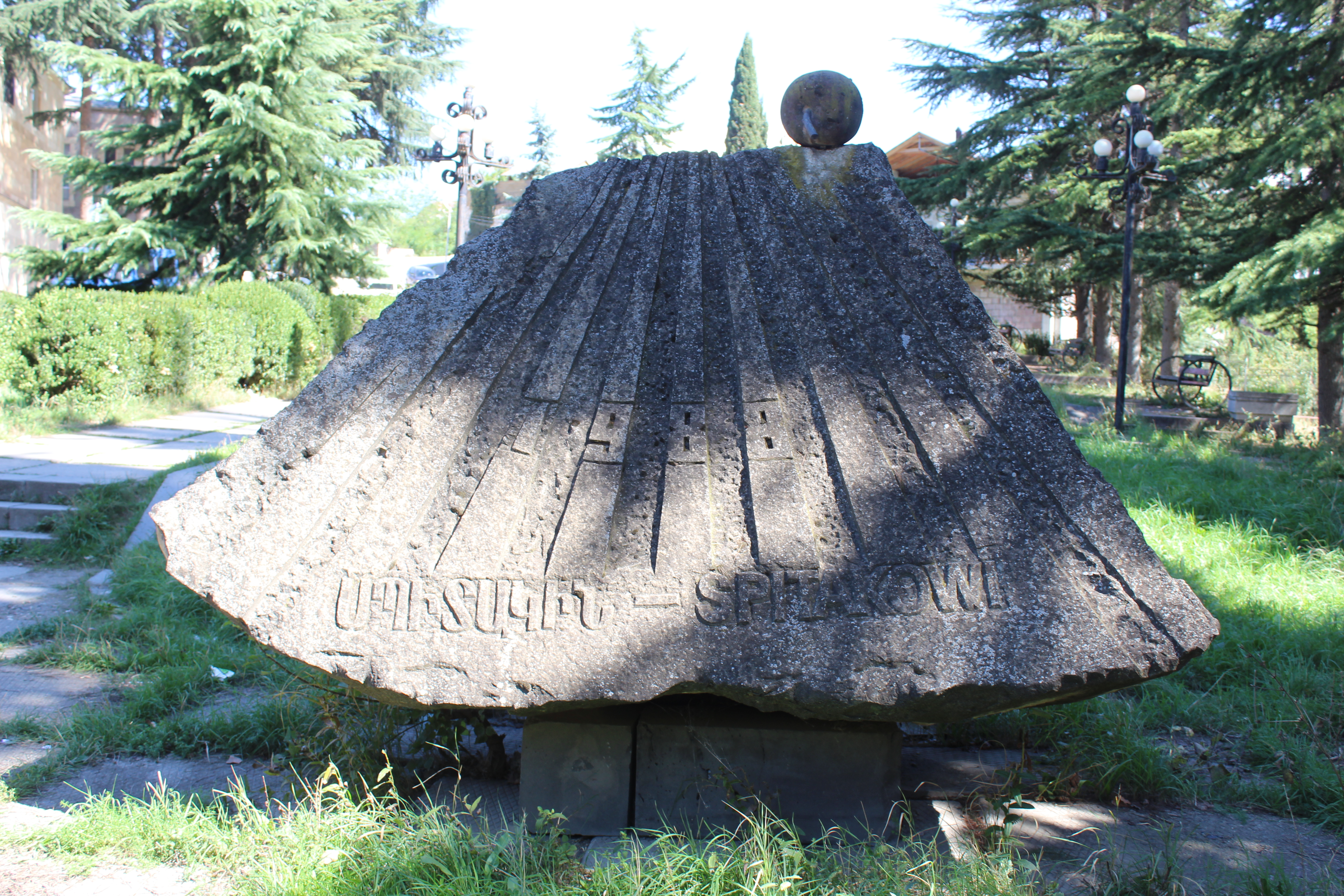
Monument de memòria del terratrèmol de Spitak

Amb la independència de la República d’Armènia el 1918, el nom de Karavansara fou canviat pel d'Idjevan l’any 1919. El 29 de novembre de 1920, Idjevan, juntament amb Noyemberyan, fou el primer assentament armeni on s’establí el règim soviètic, després que l’Exèrcit Roig envaís el país des de l’Azerbaidjan soviètic pel nord-est del territori. L’any 1930, Idjevan esdevingué el centre administratiu del nou raion (comtat) d'Idjevan.
El 1948 s'aprova el primer pla urbanístic de la ciutat, que és revisat l’any 1967. L’any 1951 es fundà la Fàbrica de Vi i Brandi d'Idjevan, seguida per una fàbrica de catifes i tapissos, entre 1959 i 1965. Amb el desenvolupament progressiu del sector industrial, Idjevan aconsegueix l’estatus de ciutat l’any 1961. L’any 1970, la ciutat és incorporada com a unitat administrativa de subordinació republicana dins de la República Socialista Soviètica d’Armènia.

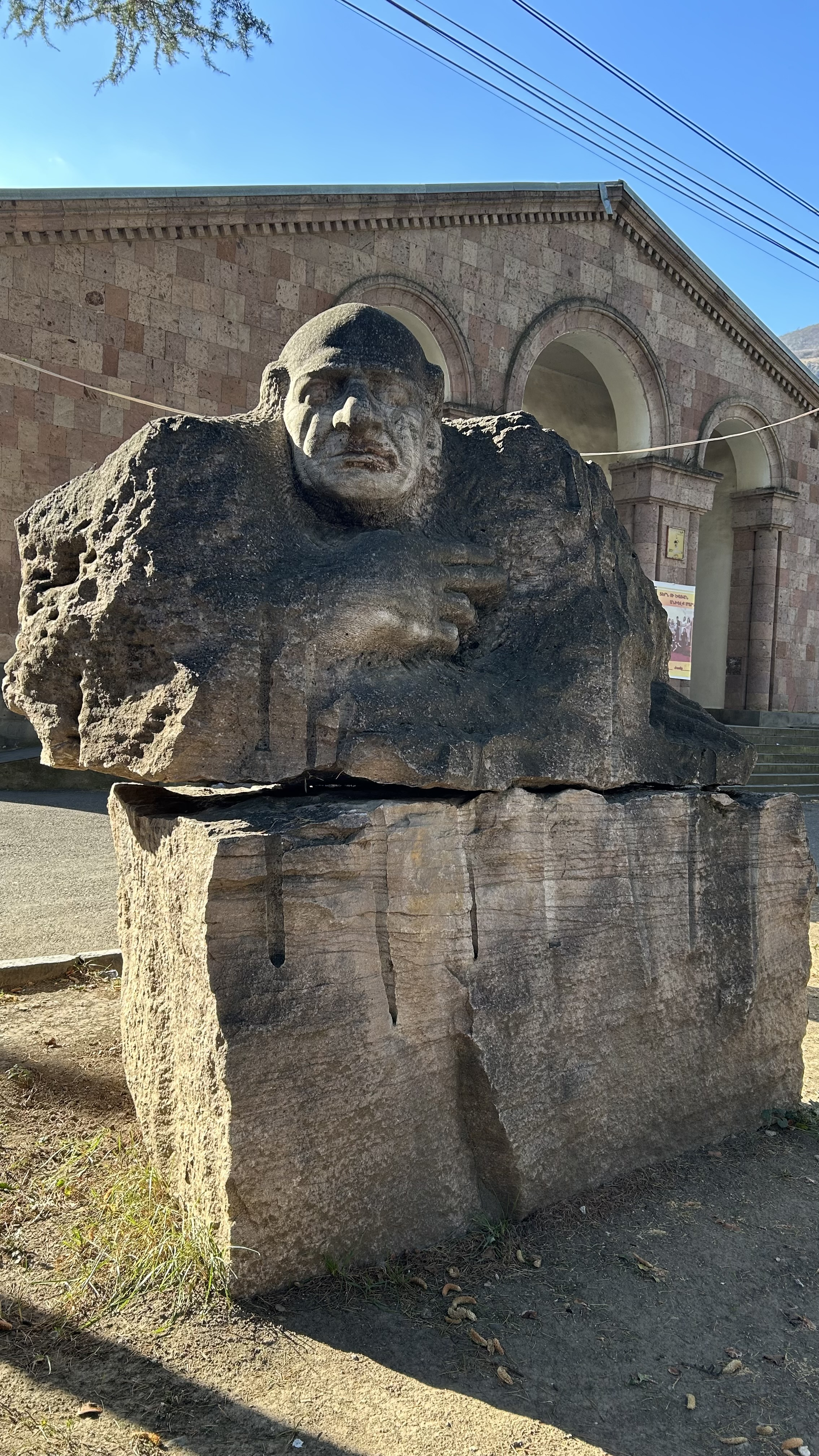
Estàtua de Hrachya Nersisyan

Amb la independència d’Armènia l’any 1991, Idjevan és designada capital provincial de la recentment creada província de Tavuix, d’acord amb les reformes administratives implementades l’any 1995.

## Geografia i clima
Situada a la vall del riu Aghstev i envoltada per les muntanyes de Gugark, la ciutat d'Idjevan es troba a una altitud mitjana de 755 metres sobre el nivell del mar. Les muntanyes circumdants estan cobertes de densos boscos que, en algunes zones, donen pas a prats alpins.
Ijevan limita al nord amb el poble de Getahovit i al sud amb el poble de Gandzakar. A l’entrada sud de la ciutat es localitza un petit llac conegut com a Spitak Jur.
Segons la classificació climàtica de Köppen, aquesta localització presenta un clima de tipus Cfa. La temperatura mitjana anual és de 12,4 °C; al mes de gener se situa en 0,5 °C i al mes de juliol assoleix els 23,9 °C. La temperatura màxima registrada ha estat de 39 °C i la mínima, de -16,1 °C. La precipitació anual mitjana és de 575,2 mm.

## Població, demografia i religió
Idjevan és la comunitat urbana més gran de la província de Tavuix. La major part de la població de la ciutat és d’origen armeni i professa la fe de l’Església Apostòlica Armènia. L’òrgan rector d’aquesta confessió a la regió és el Bisbat de Tavuix, encapçalat per l’arquebisbe Yeznik Petrosyan.

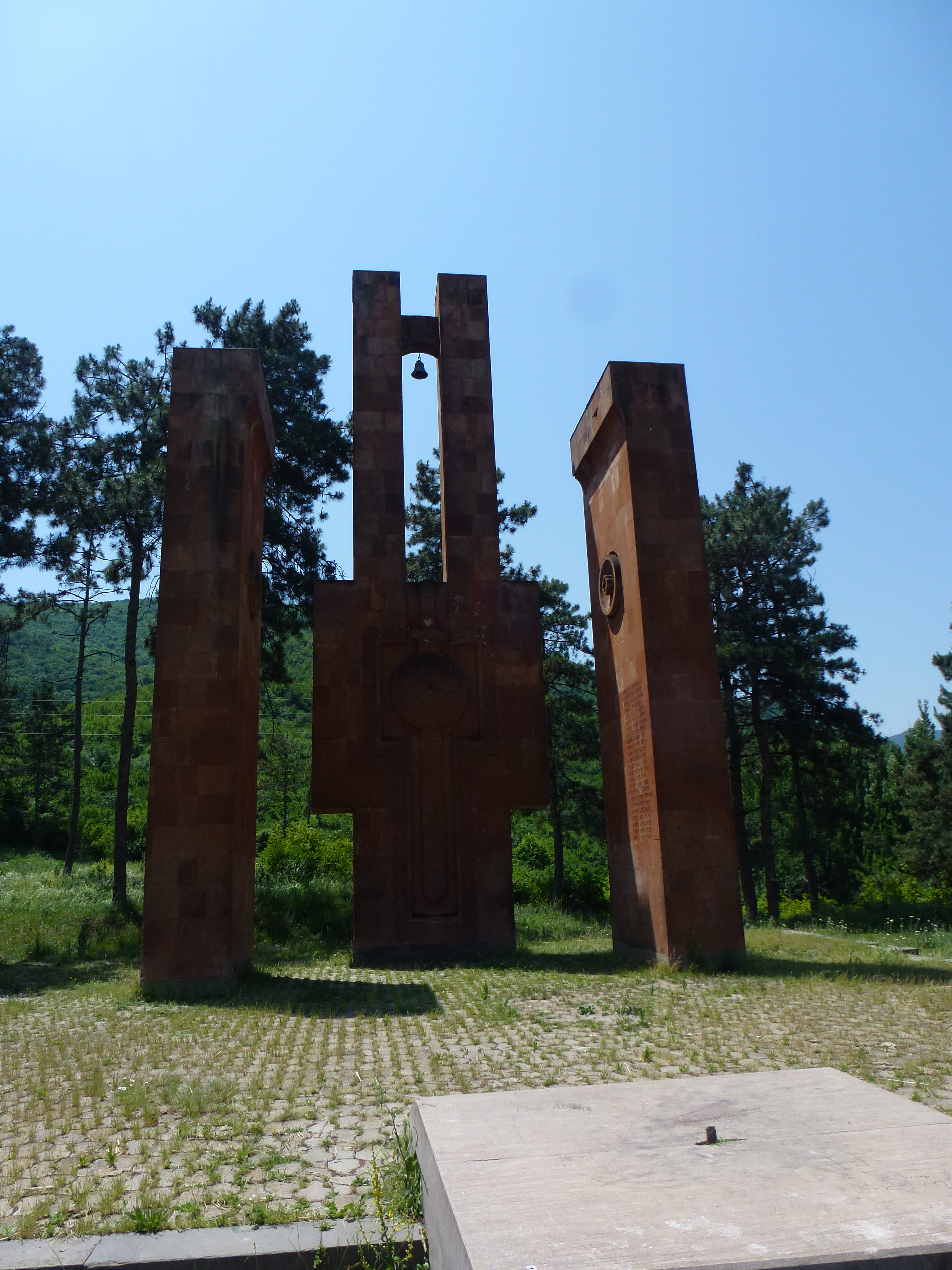
Monument de la Segona Guerra Mundial d'Idjevan

La seu del bisbat es troba a la catedral de Surp Nerses, a Idjevan, inaugurada l’any 1997 després de la reconversió d’un antic centre cultural construït pels soviètics durant la dècada de 1950.  L’altra església de la ciutat, coneguda com l’Església del Sant Salvador, fou consagrada l’any 2012.
Segons el cens de 2011, la ciutat tenia una població de 21.081 habitants, fet que la convertia en la localitat més poblada de la província. D’acord amb l’estimació oficial de 2016, la població era d’uns 20.700 habitants. Segons el cens de 2022, la població d'Idjevan era de 18.689 habitants.

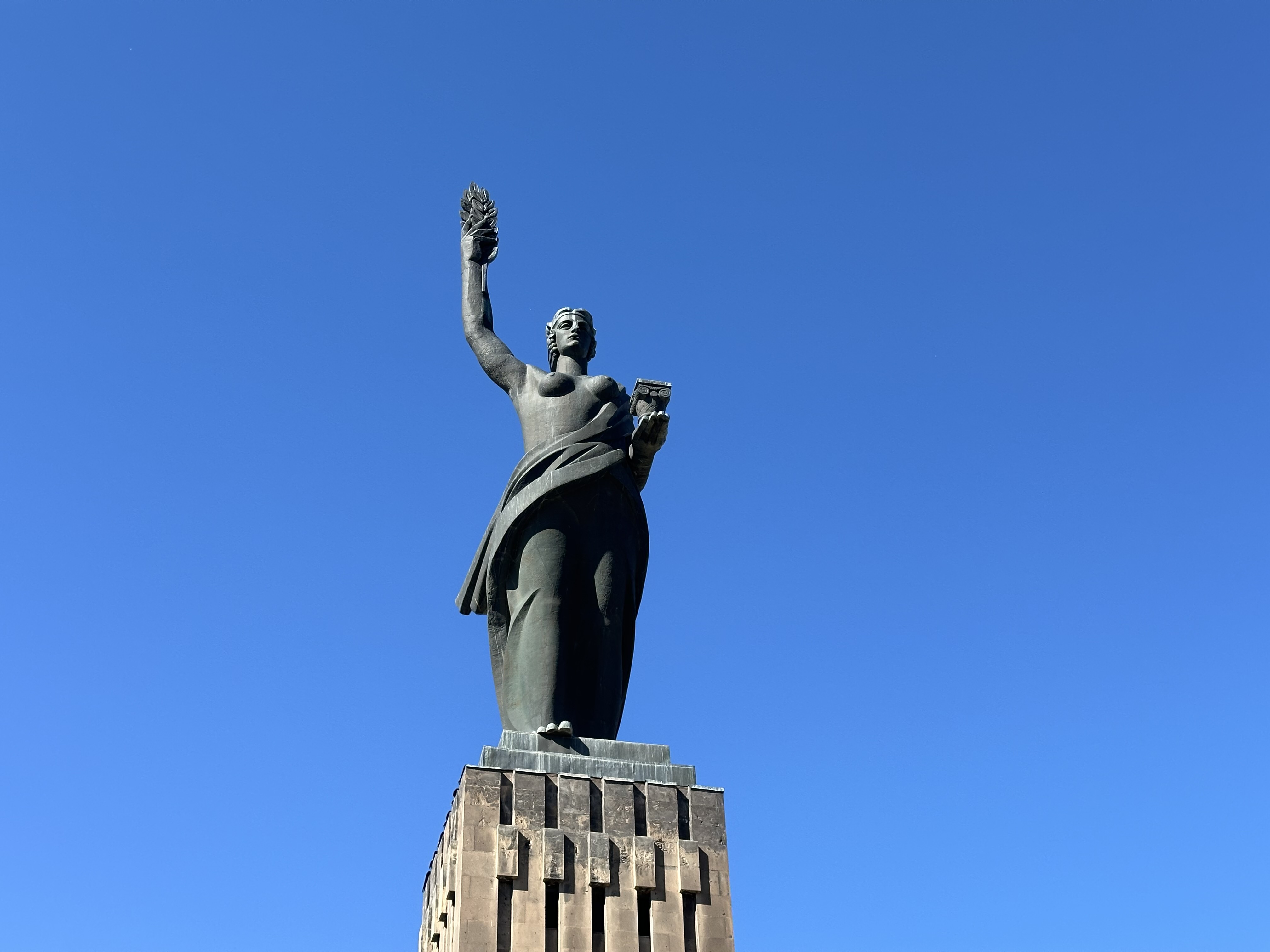
Estàtua de la Mare Armènia

L'evolució de la població d'Idjevan és la següent:
| any  | població |
| ---- | -------- |
| 1831 | 440      |
| 1873 | 1016     |
| 1897 | 1790     |
| 1926 | 2261     |
| 1939 | 4426     |
| 1959 | 7639     |
| 1976 | 15006    |
| 1989 | 18681    |
| 2001 | 20223    |
| 2011 | 21081    |
| 2022 | 18689    |

## Cultura i patrimoni
Al territori d'Idjevan hi ha molts monuments patrimonials d'arquitectura armènia com, per exemple:
- Església de Surp Hovhannes del segle XIII, a l'oest de la ciutat.
- Monestir de Makaravank, del segle X, localitzat a 15 km al nord de la ciutat, a prop de l'aldea Achajur. Aquest complex de pedres púrpures i verdes situat en el bosc és una destinació turística internacional.

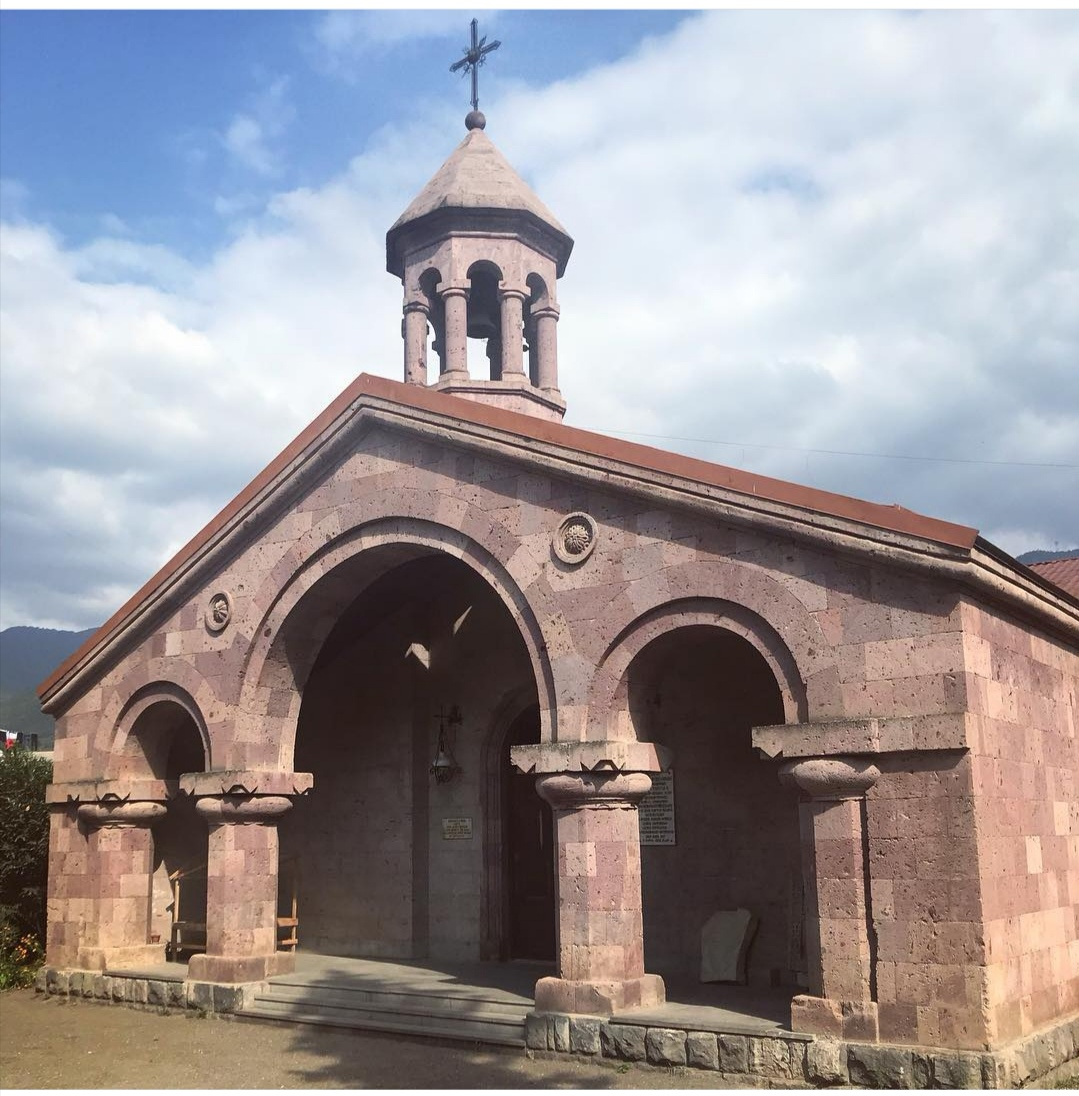
Catedral d'Idjevan

- Catedral d'IdjevanMonestir d'Arakelots de Kirants, del segle XIII, a pocs quilòmetres al nord de la ciutat.
- Monestir de Kirants, del segle VIII, a 10 km al nord d'Idjevan.
- Monestir de l'aldea de Gandzakar, a pocs quilòmetres al sud de la ciutat.

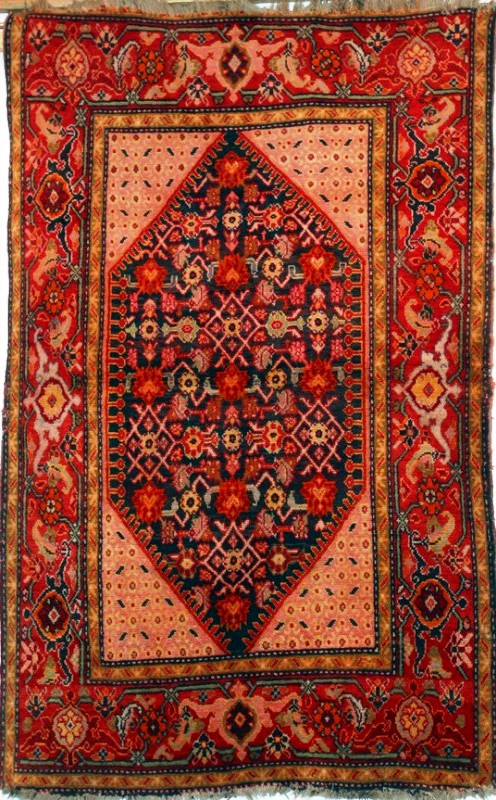
Alfombra d'Idjevan

- Les ruïnes de la fortalesa del rei Ashot Yerkat, del segle X, a 7 km al sud d'Idjevan.
- Alfombra d'IdjevanLes ruïnes de la fortalesa de Aghjkaberd del segle XIII, 10 km al sud-oest de la ciutat.

Entre els anys 1985 i 1990 es celebra un simposi internacional anual d'escultures que han deixat moltes obres a la ciutat. Per això els seus habitants l'anomenen la "ciutat de les 100 escultures". Actualment hi ha 116 escultures al jardí de les escultures del centre de la ciutat.

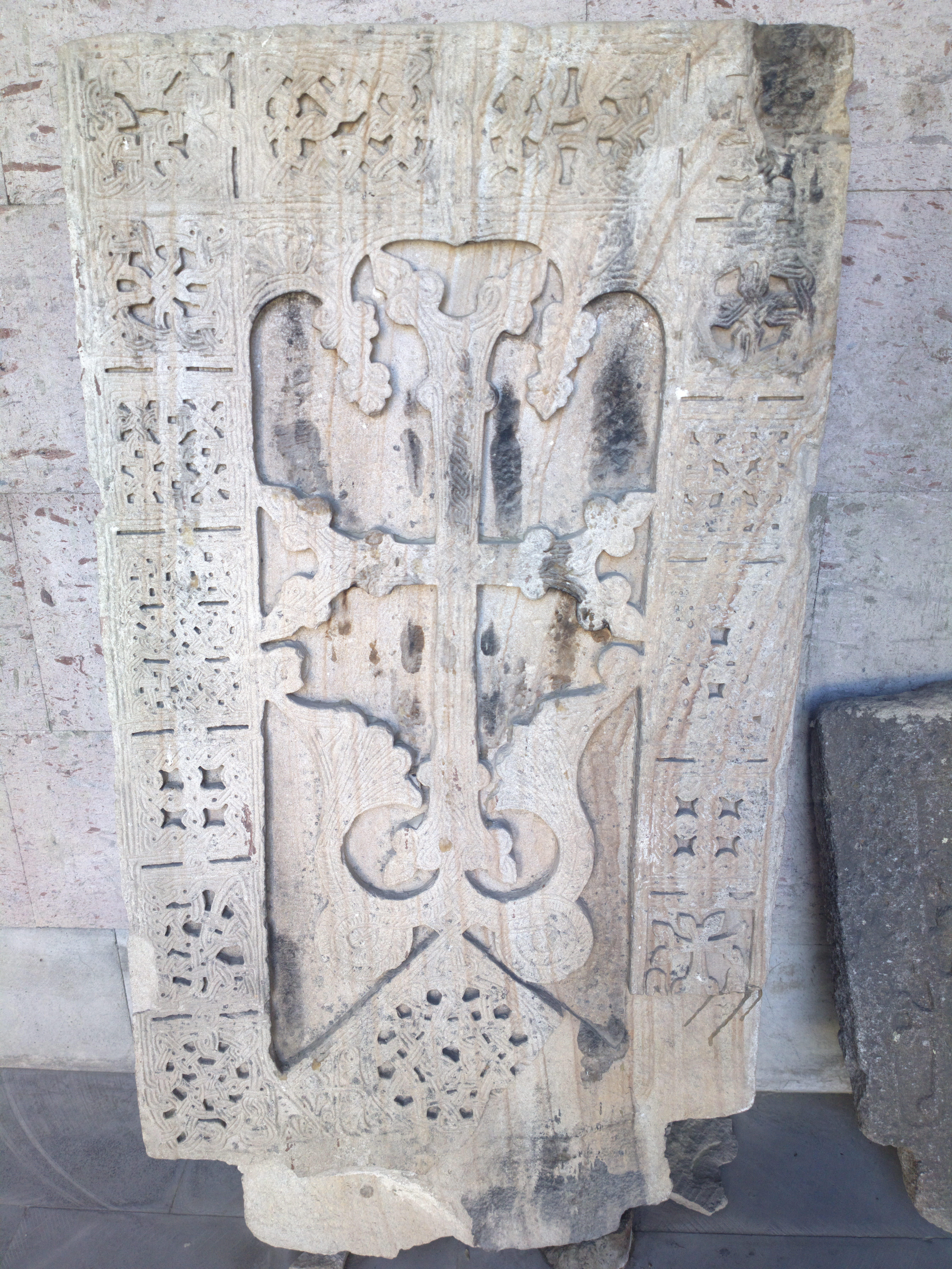
Interior de l'església d'Idjevan

El 1999 es reobre el  museu etnogràfic d'Idjevan i el 2003 es renova la galeria d'art. A la ciutat també hi ha una casa de la cultura, una escola de música, una escola d'art i una galeria d'art. Idjevan és el principal centre de producció de catifes i alfombres fetes a mà d'Armènia. La ciutat té el canal local de televisió Idjevan TV.

## Transports
Idjevan està connectada amb la capital, Erevan, i amb la resta del territori armeni mitjançant l’autopista M-4. Aquesta via s’estén fins a la frontera amb l’Azerbaidjan, a uns 16 quilòmetres al nord-est de la ciutat.
A nivell domèstic, Idjevan manté connexions amb les poblacions veïnes de la província de Tavuix a través d’una xarxa de carreteres regionals.
A finals de la dècada de 1980, la ciutat disposava d’una estació de ferrocarril situada a la línia entre Yerevan i Gandja (Azerbaidjan). Amb la dissolució de la Unió Soviètica, el servei ferroviari fou interromput i l’estació restà clausurada. No obstant això, a partir de 2021 s’estudia la possibilitat de reobrir la línia.

## Economia

### Indústria
Idjevan és el centre econòmic de la província de Tavuix. Durant l’època soviètica, la ciutat experimentà un notable desenvolupament industrial, especialment en els sectors de la fabricació de catifes i la transformació de fusta. Actualment, només una de les indústries d’aquell període roman activa: la fàbrica de vins i brandi d'Idjevan, fundada l’any 1951, coneguda sobretot pel seu vi de magrana. La fàbrica de catifes d'Idjevan fou, en el seu moment, la més gran del Caucas i la tercera més gran de tota la Unió Soviètica. Després de la independència d’Armènia, s’hi establiren diverses petites plantes industrials, com l’empresa "Karart" de transformació de pedra, activa des de l’any 2003.
Tanmateix, les taxes d’atur continuen sent elevades tant a Idjevan com a la resta de la regió.

### Turisme
La província de Tavuix és una de les regions més pintoresques d’Armènia. Emplaçada a la vall del riu Aghstev i envoltada de boscos i muntanyes altes, Idjevan presenta característiques pròpies d’un centre de turisme natural i forestal. A l’extrem nord de la carretera principal de la ciutat es construí l’any 1969 un hotel de gran capacitat amb 200 llits, actualment en ruïnes a causa del vandalisme.
A l’oest de la ciutat es troba el Santuari d'Idjevan, una zona de protecció de la fauna salvatge que cobreix una superfície de 59 km².

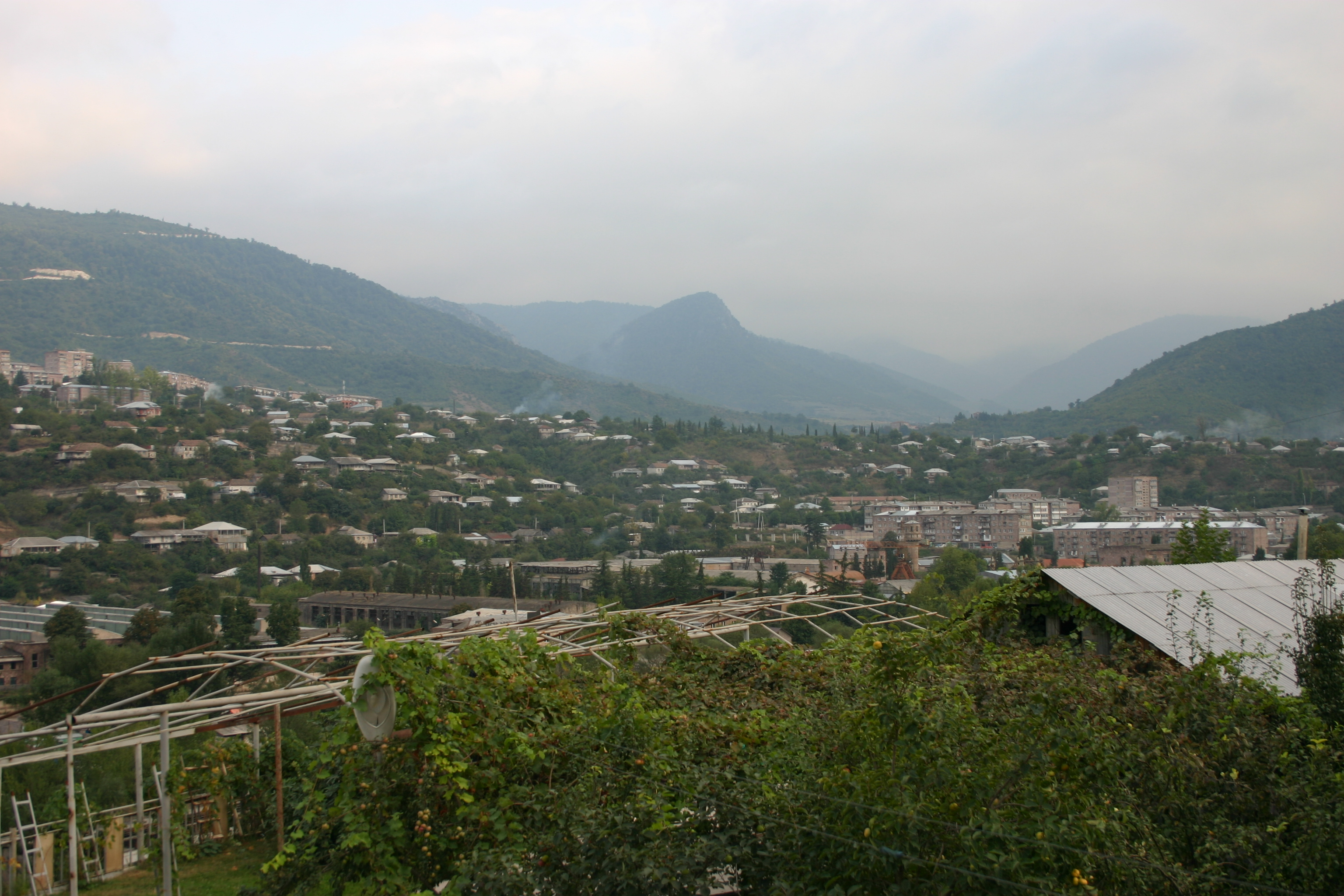
Vista general d'Idjevan

El canyó de Yenokavan, situat prop del poble homònim al nord d'Idjevan, és un dels llocs més visitats de la regió. Aquesta àrea compta amb cingleres, coves, boscos, rius i cascades. La cova d’Anapat conté gravats d’època precristiana que presenten similituds amb les obres de les civilitzacions maia i asteca. En aquesta zona es troben petites cases d’hostes i un complex turístic modern.

## Educació
A Idjevan hi ha 6 escoles públiques d'educació infantil i primària i 3 llars d'infants.
L'any acadèmic 1994-95 va començar a operar el campus d'Idjevan de la Universitat Estatal d'Erevan. El curs 2016-17 el campus tenia més de 700 estudiants en 4 facultats: Ciències naturals, humanitats, economia i arts aplicades

## Esports

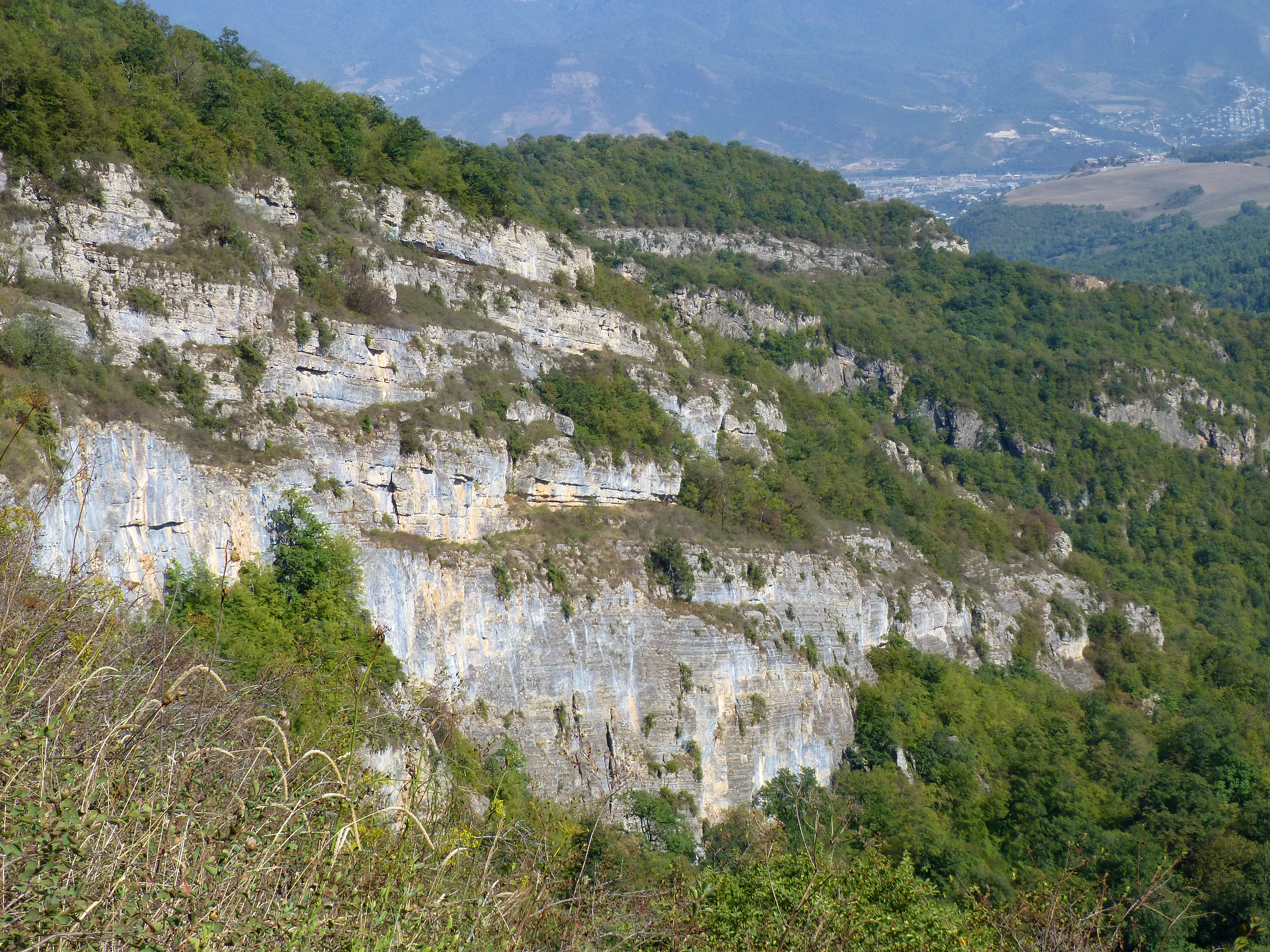
Santuari d'Idjevan

A Idjevan hi ha l'Estadi Arnar, que fou construit el 2007. El 2008 l'estadi fou la seu de la final de la Copa Independència d'Armènia, que per primera vegada es celebrava fora de la capita.
El FC Bentonit Idjevan era l'únic club professional de futbol de la ciutat. Fou dissolt el 2007. Des del 2000 existeix el FC Nikarm.

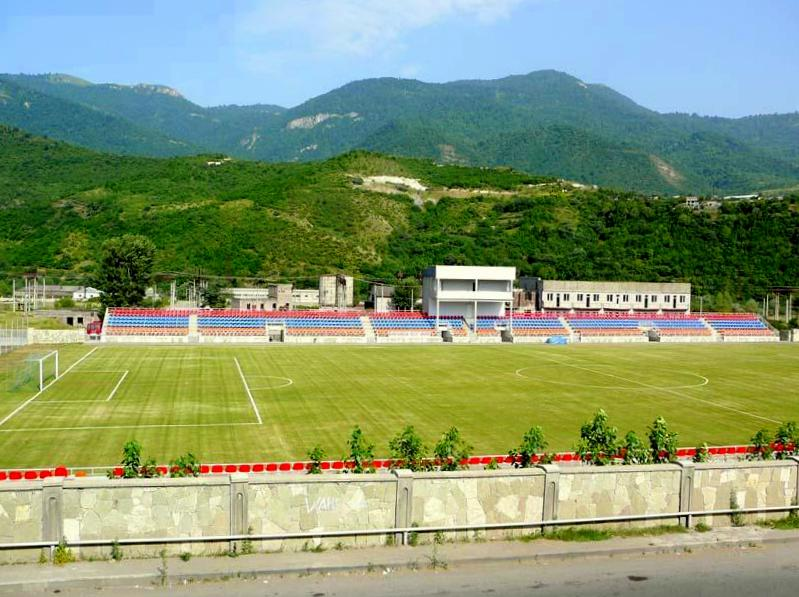
Estadi Arnar

Idjevan és la seu d'un ral·li tot terreny automobilístic internacional anual.

## Ciutats agermanades
Idjevan està agermanada amb les ciutats:
- Kostromà, Russia (2014)[17]
- Valença, France (1996)[18]

## Personalitats notables
- Nikol Paixinian, polític i periodista, 16è primer ministre d'Armènia des del 8 de maig del 2018.[19]
- Jemma Ananyan, politic del Partit Comunista d'Armènia durant l'Unió Soviètica.[20]
- Grigor Jaghetyan, polític i antic Ministre de Finances de la Primera República d'Armènia.

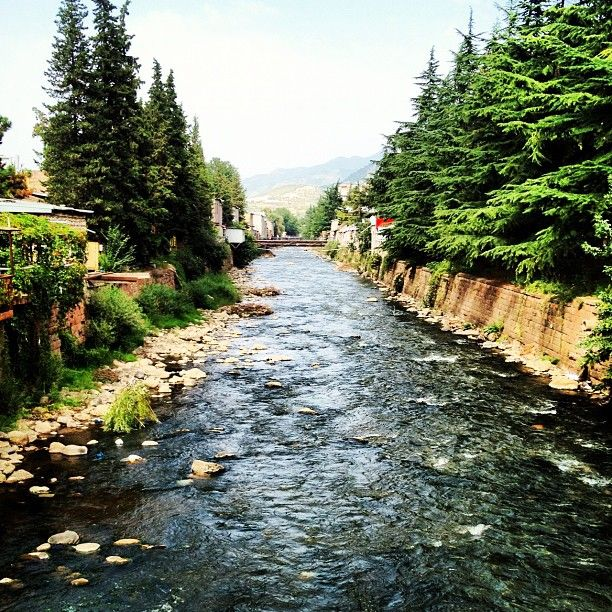
Riu Agstev a Idjevan

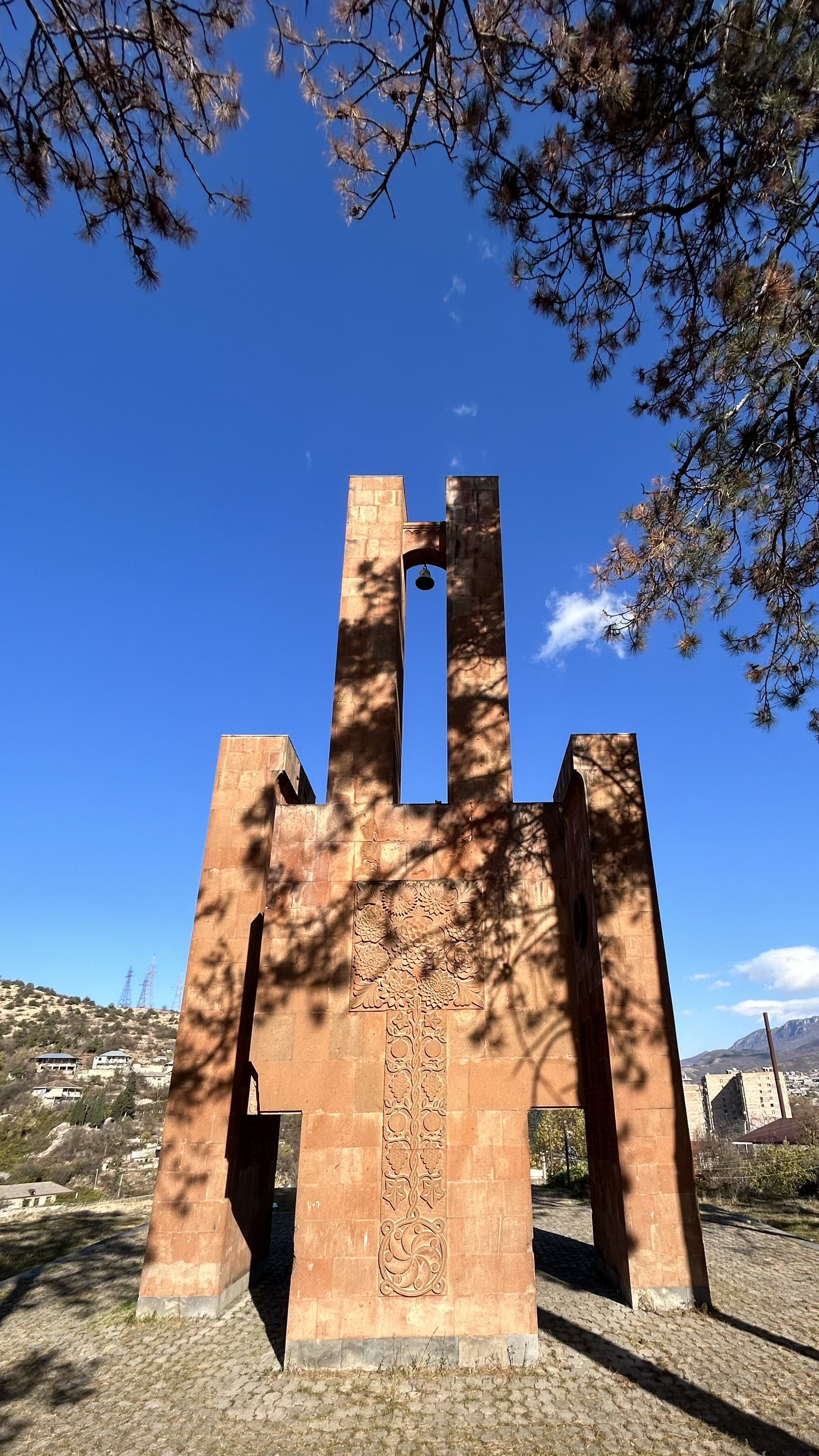

- Riu Agstev a IdjevanGarnik Avalyan, antic jugador internacional de futbol.